# Cervicrambus eximiellus
Cervicrambus eximiellus là một loài bướm đêm trong họ Crambidae.